# Kanton Gieboldehausen
Der Kanton Gieboldehausen war eine Verwaltungseinheit im Distrikt Duderstadt des Departements des Harzes im napoleonischen Königreich Westphalen. Hauptort des Kantons und Sitz des Friedensgerichtes war Gieboldehausen im heutigen niedersächsischen Landkreis Göttingen. Das Gebiet des Kantons umfasste zwölf Orte im heutigen Land Niedersachsen (Untereichsfeld).
Zum Kanton gehörten die Ortschaften:

- Gieboldehausen mit dem Vorwerk Elbingen[1]
- Bilshausen
- Bodensee
- Groß Thiershausen
- Krebeck
- Lütgenhausen
- Renshausen
- Rhumspringe
- Rollshausen
- Rüdershausen
- Wollbrandshausen
- Wollershausen